# نوجة دة عليا
نوجة دة عليا هي قرية في مقاطعة كليبر، إيران. عدد سكان هذه القرية هو 581 في سنة 2006.